# Asteroid tipa T
 Asteroid tipa T je redka vrsta asteroidov iz notranjega dela asteroidnega pasu. Njihova sestava ni znana. Imajo pa temen, zmerno rdeč spekter brez nekih značilnosti. Kažejo zmerno absorbcijo pod 0,85 μm. Doslej še niso našli podobnih meteoritov. Čeprav so anhidratni, so verjetno povezani z asteroidi  tipa P in tipa C. Lahko so tudi rahlo spremenjeni asteroidi tipa C.
Primeri asteroidov tipa T :
- 114 Kasandra
- 122 Gerda